# Białoruskie Gimnazjum Państwowe w Lucynie
Białoruskie Gimnazjum Państwowe w Lucynie (biał. Беларуская дзяржаўная гімназія ў Люцыне) – białoruska szkoła średnia istniejąca w Lucynie w latach 1922–1925. 

## Historia
Szkoła została otwarta jako prywatne gimnazjum Białoruskiego Towarzystwa Kulturalno-Oświatowego "Baćkauszczyna" w dniu 1 września 1922. Początkowo liczyła 4 klasy i ok. 80-85 uczniów. W 1923 gimnazjum przejęło na utrzymywanie państwo łotewskie realizując zasadę tzw. autonomii kulturalnej dla mniejszości narodowych (w znacznie węższej niż dotąd planowano formule). Pieczę nad placówką sprawował Wydział Białoruski Ministerstwa Oświaty Republiki Łotewskiej. Dyrektorami szkoły byli kolejno: H. S. Płyhauka, Kastuś Jezawitau i U.(ładzimier?) Pihuleuski. Szkołą wydawała własne czasopismo "Łastauka" (pol. jaskółka). 
W dniu 12 sierpnia 1925 władze Łotwy zadecydowały o zamknięciu gimnazjum. Od tego czasu jedyną białoruską szkołą średnią w Łatgalii pozostawało Białoruskie Gimnazjum Państwowe w Dyneburgu. 